# 戦え!超ロボット生命体トランスフォーマー 英雄伝説編
『戦え!超ロボット生命体トランスフォーマー 英雄伝説編』（たたかえ ちょうロボットせいめいたい トランスフォーマー えいゆうでんせつへん）は、日本が製作したトランスフォーマーシリーズ作品。
『トランスフォーマー ザ☆ヘッドマスターズ』の最終回放送後に関東地方以外で放送された『戦え!超ロボット生命体トランスフォーマー2010』、『戦え!超ロボット生命体トランスフォーマー スクランブルシティ発動編』、『トランスフォーマー ザ☆ヘッドマスターズ』までの再編集版をビデオ化したもの。通販での販売だった。後にPS2ゲーム『トランスフォーマー』の予約特典DVDおよび『戦え!超ロボット生命体 トランスフォーマーV』DVD-BOX2の映像特典に収録された。

## ナレーション
- 玄田哲章（コンボイとして）
- 加藤精三（メガトロン、デバスターとして）
- 石丸博也（ロディマスコンボイとして）
- 政宗一成

## スタッフ
- プロデューサー：佐藤博久
- 日本テレビプロデューサー：清水篤
- 企画：中野隆幸
- 構成：金田益実
- 演出：田島荘三、佐々木勝利
- 制作：株式会社タカラ、コスモプロモーション、東映